# ポリアミン
ポリアミン (polyamine) は、第一級アミノ基が3つ以上結合した直鎖脂肪族炭化水素の総称。2つ結合したジアミンを含める場合もある。ウイルスからヒトまで、あらゆる生体中に含まれ、細胞分裂や蛋白合成などの活動に関与している成長因子である。
ポリアミンは母乳にも含まれ、出産後10日から2週間前後に特に多くなる。消化器の成熟化など、乳児の成長促進に寄与していると考えられ、乳児用粉ミルクに添加する例がある。また、記憶に関与するともいわれる。
加齢によって、体内のポリアミンは減少する事が知られており、老化との関連も示唆される。

## 種類
ヒトの生体の場合、20種以上のポリアミンが含まれるといわれるが、主なものに以下がある。
- スペルミン (spermine, SPM)
- スペルミジン (spermidine, SPD)
- プトレシン (putrescine, PUT)

## 生理作用
- 細胞分裂や増殖の制御 — ポリアミンがないと細胞分裂や増殖は行えない。
- RNAなどの核酸、タンパク質などの合成促進  — 生体内では前立腺、膵臓、唾液腺など、精子や酵素を作る組織に多く含まれる。

## ポリアミンの抗加齢効果
Soda Kらは、合成ポリアミンを加えて、ポリアミン濃度が二倍程度になるように調整した餌をマウスに与える実験を行い、血中ポリアミン濃度が上昇するとともに老化に伴う組織変化の進行が抑制されマウスの寿命が伸びたと報告している。

## ポリアミンを多く含む食品
- 白子
- 貝類
- きのこ類
- 納豆
- 大豆
- 小豆
- チーズ

## 関連学会
日本ポリアミン学会